# Архангеловка (Хабаровский край)
Арха́нгеловка — село в Амурском районе Хабаровского края. Входит в состав Литовского сельского поселения.
Село Архангеловка стоит на левом берегу реки Тунгуска, расстояние до устья (Тунгуска впадает в Амур) около 60 км. В тёплое время года от Хабаровска ходит теплоход «Заря» (вверх по Тунгуске, до села Победа Хабаровского района).
Зимой — автомобильное сообщение по зимнику с пос. Джармен Амурского района и с селом Партизанское Смидовичского района ЕАО.

## Экономика
- В Архангеловке находится метеостанция и водомерный пост.
- Жители занимаются сельским хозяйством, охотой и рыбалкой.